# ペガサスノツバサ
ペガサスノツバサ（ペガサスの翼）、学名 Pholas orientalis はニオガイ科に分類される二枚貝の一種。約10cm以下の白色で長い貝殻を持ち、前方は丸みがあって放射肋が刻まれ、成長脈との交点が顆粒状になる。後方は嘴状に長く伸びる。貝殻はとても薄く、容易に割れる。インド-西太平洋の潮間帯から水深20mの粘底に穴を掘って棲む。非常に美味い。

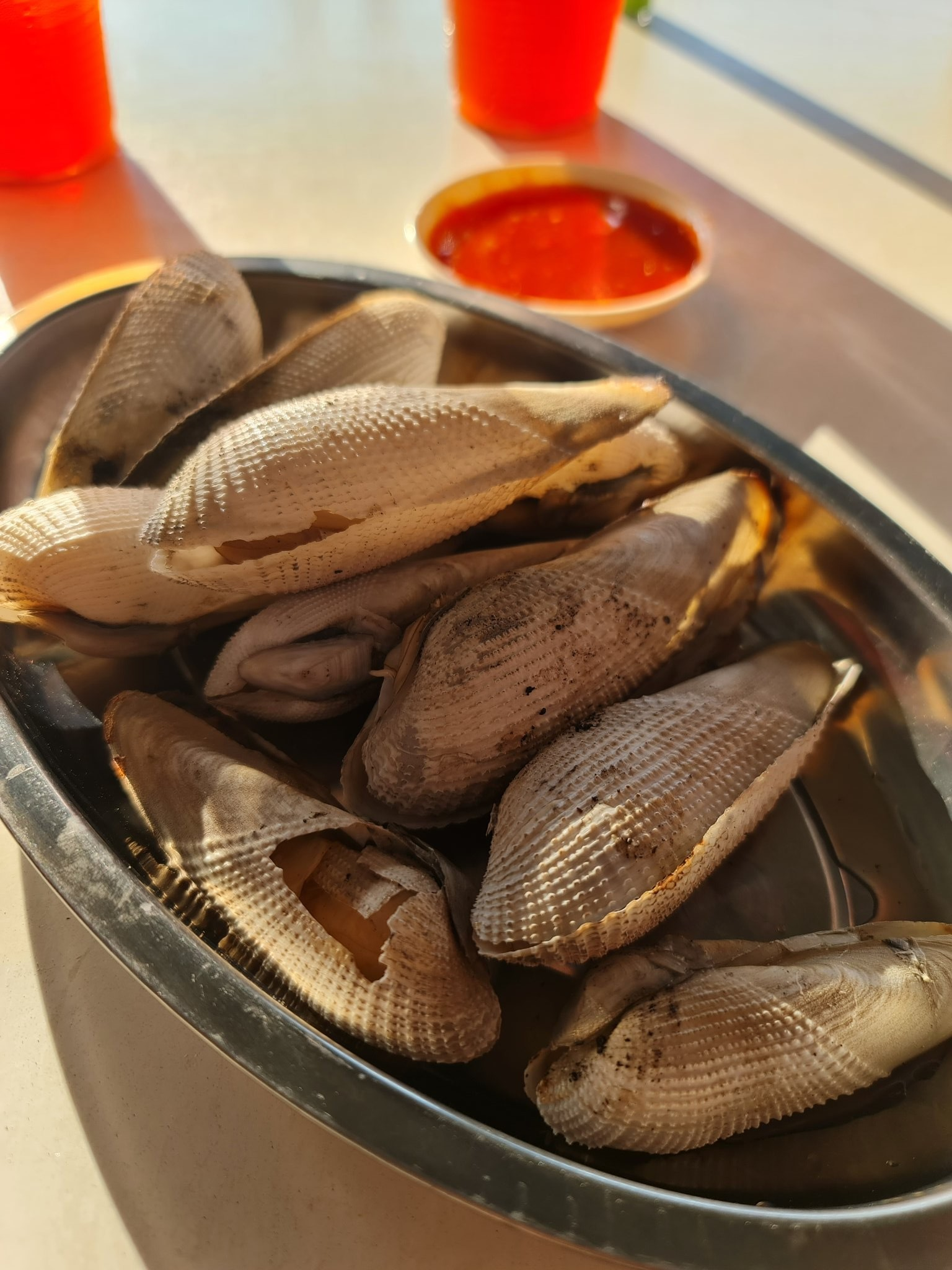
ペガサスノツバサの焼きもの
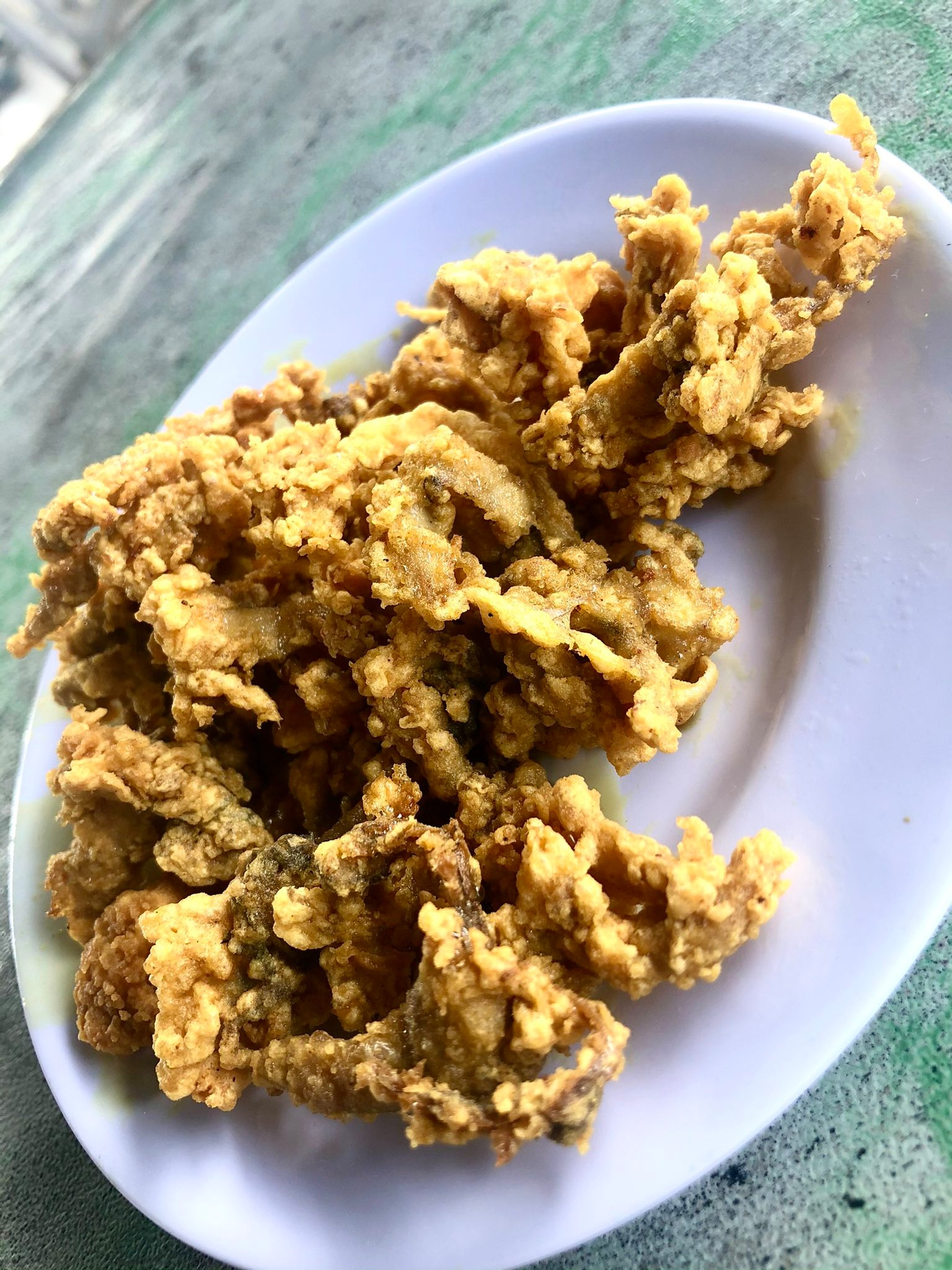
ペガサスノツバサのから揚げ